# كريستيان تودور بوبيسكو
كريستيان تودور بوبيسكو (بالرومانية: Cristian Tudor Popescu)‏ هو صحفي ومترجم روماني، ولد في 1 أكتوبر 1956 في بوخارست في رومانيا.